# 瑞士國家博物館
瑞士国家博物馆（德語：Landesmuseum Zürich），即蘇黎世瑞士國家博物館，是位於瑞士城市蘇黎世的一家博物館，鄰近蘇黎世中央車站，是歐洲最重要的文化史博物館之一。博物館的建築修建於1898年。2010年，改名為蘇黎世瑞士國家博物館。現在瑞士國家博物館已經成為蘇黎世重要的觀光景點之一。

## 外部連結
- 官方网站（中文）

- 地理坐标：47°22′45″N 8°32′23″E / 47.37917°N 8.53972°E
- National Museum Zurich （页面存档备份，存于）